# 2012 في جنوب إفريقيا
فيما يلي قوائم الأحداث التي وقعت خلال عام 2012 في جنوب أفريقيا.

## رياضة
- 1 يناير – جنوب أفريقيا في الألعاب الأولمبية الصيفية 2012

## أفلام
من الأفلام التي صدرت هذه السنة في جنوب أفريقيا:
- 1 يناير – مخبأ من إخراج دانيال إسبينوزا.

## وفيات

### يناير
- 6 يناير – بوب هولنس (مواليد 1928)
- 21 يناير – جيفري نتوكا (مواليد 1985) لاعب كرة قدم جنوب أفريقي.

### سبتمبر
- 17 سبتمبر – بافو بييلا (مواليد 1981) لاعب كرة قدم جنوب أفريقي.
- 23 سبتمبر – كوري ساندرز (مواليد 1966) ملاكم جنوب أفريقي.

### نوفمبر
- 22 نوفمبر – برايس كورتيناي (مواليد 1933) روائي أسترالي.